# 奇蹟の降る空
『奇蹟の降る空』（きせきのふるそら、原題：Riddler's Moon）は、1998年に公開されたアメリカ合衆国のテレビ映画。テレビ映画シリーズ『ナイトワールド』の第2作目である。
日本では、1999年にWOWOWで初放映された。

## ストーリー
足が不自由な少年エライアス・リドラーたちが暮らすインディアナ州のある町は、かつて農業で有名だった。しかし、原因不明の疫病によって農地は作物が全滅し、その後生えてきた毒草によって家畜が死んでいった。農業ができなくなった町は衰退する一方で、人々も銀行に土地を取られ職を失っていった。
ある日の夜、エライアスはパトロールのため車椅子で町にある坂を上り月を見ると、荒れ果てた農地が菜の花で埋め尽くされ、日食が起こり黒い柱が出現するという光景を目にする。直後気を失い、坂を下っているとき目を覚ましたエライアスは何かの予知だと考え、ジョージにその体験を話すがまともに取り合ってくれない。エライアスはヴィクトリアに菜の花を植えたいというが、一蹴される。しかし、精肉屋に売られようとしていた弱った牛が突然元気になり、農地から毒草ではない普通の草が生えているのを見て、菜の花を植えることを了承してくれる。
数日後、農地は菜の花が咲き誇りエライアスが見た光景と同じになった。そんな様子を見たサンダースと町の人々は、ヴィクトリアが何かを隠していると思い冷たく接する。また、彼女が銀行家のピーター・モーリーと親しくしているのを見て嫌がらせをするようになる。そんな中でも、ジョージはヴィクトリアを励まし続けた。しかしその夜、サンダースらによって菜の花が荒らされてしまう。花を諦めたヴィクトリアだったが、ジョージは地面に謎の石が飛び出ているのを発見する。そして彼はエライアスに言われたことを思い出し、本でインディアンの伝説を調べた。その頃、エライアスが再び坂の上に行こうとして怪我をしてしまう。意識不明となった彼は入院し、その間にジョージはさらに石のことを調べた。
その後意識を取り戻したエライアスは、ヴィクトリアの反対を押し切ってジョージとともに農地を掘ることにした。それを見たヴィクトリアも加わり掘削作業をしていたが、彼女は交際を迫ってきたモーリーを拒絶したため、腹いせにモーリーは土地の抵当権を行使し、保安官から掘削を中止するよう言われる。夜、サンダースたちがヴィクトリアの家にきて今までのことを詫び、掘削作業を町の全員が手伝うことを約束した。翌日、全員が協力したことで掘削作業はスムーズに進み、エライアスが見たものと同じ5本の柱が出てきた。そして、日食が起こり円盤が柱に停まった。エライアスはその円盤の中に入り、燃料補給をした円盤が飛び去り日食が終わると、エライアスは自分の足で立つことができるようになっていた。そして農地は作物が育つ状態に戻り、町は活気を取り戻した。

## キャスト
| 役名                   | 俳優                         | 日本語吹替       |
| ---------------------- | ---------------------------- | ---------------- |
| ジョージ               | コービン・バーンセン         | 江原正士         |
| エライアス・リドラー   | ダニエル・ニューマン         | 岡野浩介         |
| ヴィクトリア・リドラー | ケイト・マルグルー           | 宮寺智子         |
| ピーター・モーリー     | ウィリアム・アームストロング | 目黒光祐         |
| サンダース             | フィンバー・リンチ           | 堀本等           |
| 保安官                 | マイルズ・アンダーソン       | 田中正彦         |
| エリクソン             | マーティン・イースト         | 遠藤純一         |
| ニュートン医師         | アンジー・ヒル               | 篠原恵美         |
| 牧師                   | テッド・ルソフ               | 城山堅           |
| 精肉屋                 | ジェド・カーティス           | 北川勝博         |
| 獣医                   | フランシス・ナックマン       | くればやしたくみ |
| バーテンダー           | ロバート・ソマー             | 宮田光           |

## スタッフ
- 監督：ドン・マクブリーティ
- 製作：ケン・ゴード
- 製作総指揮：ルイス・チェスラー、スティーブン・ウージュレイキ
- 脚本：カール・シフマン
- 音楽：ジョン・ウェルズマン
- 撮影：ジョン・ジョフィン
- 編集：ディーン・バルサー

日本語版スタッフ
- 吹替版
  - プロデューサー：中嶋唯雄
  - 演出：春日一伸
  - 翻訳：日笠千晶
  - 調整：菊池悟史
  - 制作：ACクリエイト